# الهندسة الذرية
يمكن اعتبار الهندسة الذرية مجموعة شاملة تنمتي إلى الهندسة النووية، وهي فرع الهندسة الذي يسعى إلى «تسخير الطاقة المنبعثة من التفاعلات النووية» عبر «تطبيق الطاقة النووية في مجموعة متنوعة من الإعدادات، بما في ذلك محطات الطاقة النووية وأنظمة الدفع بالغواصات ومعدات التشخيص الطبي مثل أجهزة التصوير بالرنين المغناطيسي وإنتاج الغذاء والأسلحة النووية ومرافق التخلص من النفايات والمخلفات المشعة».

## أصل التمسية
أن مصطلح «الهندسة الذرية» قد استخدم لأول مرة في عام 1946 من قبل تيودور فون كارمان:
«والآن يبدو أننا على أعتاب العصر الذري الجديد. لا أعرف ما إذا كان هذا صحيحًا أم لا، ولكن بالتأكيد، سيكون لدينا»هندسة ذرية«في مجالات الطاقة والنقل. هل نحن مستعدون للمشاكل التي ينطوي عليها الأمر؟»
قد تكون الهندسة الذرية مجموعة شاملة من الهندسة النووية، بسبب الاستخدام التاريخي لمصطلحات مثل الذرة من أجل اسلام، والوكالة الدولية للطاقة الذرية، و «مهندس ذري»، وما إلى ذلك.  .
يمكنان يكون هناك تعريف شامل للهندس الذرية هو: «استغلال الخصائص الذرية للمادة لتطبيقات هندسية.» على سبيل المثال، تنتمي الساعة الذرية والتطبيقات المحتملة للذرة فائقة البرودة إلى الهندسة الذرية. يمكن أن يكون الطابع الذري هو الدوران الذري (على سبيل المثال في الرنين المغناطيسي النووي وتطبيقات الحوسبة الكمومية)، الموقع الذري (على سبيل المثال الشبكة الضوئية)، الكتلة الذرية (مثل الطاقة الذرية)، إلخ.[بحاجة لمصدر]
إن صنع القنبلة الذرية بواسطة جوليوس روبرت أوبنهايمر، «أبو القنبلة الذرية»، مبني على الهندسة الذرية. كان أوبنهايمر أستاذًا جامعيًا وعالمًا في الفيزياء في جامعة كاليفورنيا في بيركلي. 
تصور ريتشارد فاينمان، في محاضرته الشهيرة عام 1959 «هناك مساحة كبيرة في القاع» عن اتجاه التصغير، ما يلي:
«لكنني لست خائفًا من التفكير في السؤال الأخير حول ما إذا كان في النهاية - في المستقبل العظيم - يمكننا ترتيب الذرات بالطريقة التي نريدها؛ الذرات ذاتها، على طول الطريق! ماذا سيحدث إذا تمكنا من ترتيب الذرات واحدة تلو الأخرى بالطريقة التي نريدها. ... عندما نصل إلى عالم صغير جدًا جدًا - لنقل دوائر سبع ذرات - لدينا الكثير من الأشياء الجديدة التي يمكن أن تحدث والتي تمثل فرصًا جديدة تمامًا للتصميم. تتصرف الذرات على نطاق صغير وكأنها لا شيء على نطاق واسع، لأنها تفي بقوانين ميكانيكا الكم. لذلك، بينما نذهب إلى الأسفل ونتلاعب بالذرات هناك، فإننا نعمل بقوانين مختلفة، ويمكننا أن نتوقع القيام بأشياء مختلفة. يمكننا التصنيع بطرق مختلفة. يمكننا استخدام، ليس فقط الدوائر، ولكن بعض الأنظمة التي تتضمن مستويات الطاقة الكمية، أو تفاعلات السبينات الكمية، إلخ.» 
معظم ممارسات تكنولوجيا النانو وعلوم المواد اليوم لها بؤر متميزة عن رؤية فاينمان النهائية للتلاعب بالموضع الذري الفردي ودورانها، والتي يمكن وصفها بشكل أفضل من خلال «الهندسة الذرية»، والتي تتناول مقاييس الطول المميزة من 1 فيمتومتر (حجم النواة الذرية) إلى 1 نانومتر (حوالي 5 ذرات عبر في البعد الخطي). التحكم الكمي المتماسك للعيب الذري الفردي مثل مركز الوظائف الشاغرة بالنيتروجين، وفي نهاية المطاف «الطباعة الذرية ثلاثية الأبعاد» (تم تحقيق «الطباعة الذرية ثنائية الأبعاد» في عام 1990 بواسطة IBM  باستخدام مجهر المسح النفقي)، وهو ما يلائم رؤية فاينمان النهائية. 